# تلسکوپ دابسونی

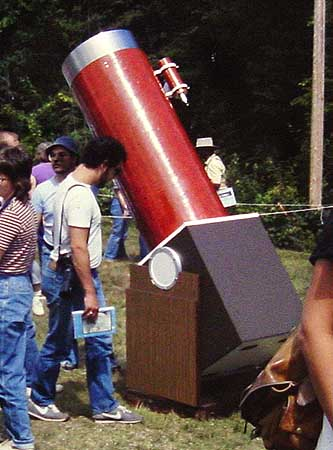
یک تلسکوپ دابسونی در باشگاه ستاره‌شناسی استلافین در ایالت ورمانت آمریکا. ۱۹۸۰ میلادی

یک تلسکوپ دابسونی در واقع یک تلسکوپ نیوتنی است که بر روی یک استقرار سمت-ارتفاعی نصب شده‌است.
این نوع تلسکوپ نخستین بار توسط یک ستاره‌شناس آماتور به نام جان دابسون ساخته شد و از سال ۱۹۶۰ میلادی به بعد، استفاده از آن به واسطه وی، در بین مردم رواج یافت.
طرح مکانیکی ساده، قطعات و لوازم ارزان‌قیمت و فراوان، این نوع تلسکوپ را به محبوب‌ترین و رایج‌ترین نوع تلسکوپ در میان تلسکوپ‌سازان آماتور تبدیل کرده‌است.